# Liste der mexikanischen Botschafter beim Heiligen Stuhl
Dies ist eine Liste der mexikanischen Botschafter beim Heiligen Stuhl.
In Neuspanien waren kirchliche Einrichtungen von der Steuerpflicht befreit, und die ihnen unterstellten Einrichtungen unterstanden der eigenen Gerichtsbarkeit. Durch das Engagement für die Unabhängigkeit Mexikos geriet Miguel Hidalgo, anders als beispielsweise José Simeón Cañas y Villacorta in El Salvador, nicht mit dem Heiligen Stuhl in Konflikt. Am 19. Mai 1822 proklamierte Agustín de Iturbide eine unabhängige, die Macht der Kirche nicht antastende mexikanische Monarchie. Der Monarch wurde 1823 von Antonio López de Santa Anna gestürzt. In Zentralamerika hatten sich in den liberalen Parteien die Gegner des mexikanischen Imperialismus geeint und forcierten dort Säkularisationen, es gab die Desamortisation in Spanien, während in Mexiko die Allianz aus Ejidooligarchie und Klerus herrschte. Die mexikanischen Regierungen waren gegenüber dem Heiligen Stuhl vergleichsweise freundlich eingestellt. Die Bemühungen um Aufnahme von diplomatischen Beziehungen auf Botschafterniveau gingen von den mexikanischen Regierung aus, aber ihre ersten drei Emissäre wurden im Kirchenstaat nicht empfangen. Der Bischof von Puebla, Francisco Pablo Vázquez, musste 1831 wieder abziehen, ebenso Ignacio de la Tejada und später Manuel Lorenzo Justiniano de Zavala y Sáenz.
Kurz nachdem die spanische Regierung die mexikanische Regierung anerkannt hatte, erkannte am 29. November 1836 der Kirchenstaat die Unabhängigkeit von Mexiko an. Das Akkreditierungsschreiben für Manuel Diez de Bonilla an den Heiligen Stuhl wurde am 7. November 1836 von dem Staatssekretär von Gregor XVI., Luigi Lambruschini entgegengenommen.
Pius IX. entsandte Monseñor Luigi Clementi, Erztitularbischof von Damaskus, als Nuntius für Mexiko und Zentralamerika. Als Clementi im November 1851 in Mexiko sein Akkreditierungsschreiben vorlegen wollte, entschied eine Mehrheit von 53 zu 33 Stimmen des Parlamentes, dass Pius IX. nicht anerkannt werde. Am 12. Januar 1861 ließ Benito Juárez, Luigi Clementi mit Joaquín Francisco Pacheco und Felipe Neri del Barrio, den guatemaltekischen Gesandten ausweisen.
Die Bundesverfassung der Vereinigten Staaten von Mexiko von 1857 proklamierte eine Trennung von Staat und Kirche.
Der Artikel 130 der Verfassung von Santiago de Querétaro von 1917 erkannte Kirchen und religiösen Orden nicht als juristische Personen an. Dieser Artikel 130 wurde 1992 geändert.
| Ernennung Akkreditierung | Name                                          | Bemerkungen                    | ernannt von                   | akkreditiert bei  | Posten verlassen |
| ------------------------ | --------------------------------------------- | ------------------------------ | ----------------------------- | ----------------- | ---------------- |
|                          | Bischof von Puebla Francisco Pablo Vázquez    |                                | Anastasio Bustamante          |                   |                  |
|                          | Ignacio de la Tejada                          |                                | Melchor Múzquiz               |                   |                  |
|                          | Manuel Lorenzo Justiniano de Zavala y Sáenz   |                                | Valentín Gómez Farías         |                   |                  |
| 7. Nov. 1836             | Manuel Diez de Bonilla                        |                                | José Justo Corro              | Gregor XVI.       | 1839             |
| 1839                     | José María Mendoza                            |                                | Antonio López de Santa Anna   | Gregor XVI.       | 1848             |
| 1850                     | José María Montoya                            |                                | José Joaquín de Herrera       | Pius IX.          | 1850             |
| 1853                     | Manuel Larráinzar                             |                                | José Joaquín de Herrera       | Pius IX.          | 1855             |
| 1857                     | Ezequiel Montes Ledesma                       |                                | Ignacio Comonfort             | Pius IX.          | 1858             |
| 1859                     | Pelagio Antonio de Labastida y Dávalos        |                                | Benito Juárez                 | Pius IX.          | 1860             |
| 1864                     | Ignacio Aguilar y Marocho                     |                                | Maximilian I.                 | Pius IX.          | 1865             |
| 1865                     | Joaquín Velázquez de León                     |                                | Maximilian I.                 | Pius IX.          | 1865             |
| 1865                     | Joaquín Degollado                             | Sohn von José Santos Degollado | Maximilian I.                 | Pius IX.          | 1865             |
| 1865                     | Francisco de la Concepción Ramírez y Gonzalez | [ 7 ]                          | Maximilian I.                 | Pius IX.          | 1865             |
| 1865                     | Agustín Fischer                               | [ 8 ]                          | Maximilian I.                 | Pius IX.          | 1865             |
| 22. Nov. 1992            | Enrique Olivares Santana                      |                                | Carlos Salinas de Gortari     | Johannes Paul II. | 1. Feb. 1995     |
| 31. Okt. 1994            | Rafael Mijares Ferreiro                       | Geschäftsträger                | Ernesto Zedillo Ponce de León | Johannes Paul II. | 3. Apr. 1995     |
| 7. März 1995             | Guillermo Jiménez Morales                     |                                | Ernesto Zedillo Ponce de León | Johannes Paul II. |                  |
| 24. März 1998            | Horacio Sánchez Unzueta                       |                                | Ernesto Zedillo Ponce de León | Johannes Paul II. |                  |
| 24. Jan. 2001            | Fernando Estrada Sámano                       |                                | Vicente Fox Quesada           | Johannes Paul II. | 6. Nov. 2003     |
| 19. Dez. 2003            | Javier Moctezuma Barragán                     |                                | Vicente Fox Quesada           | Johannes Paul II. |                  |
| 20. Juli 2005            | Luis Felipe Bravo Mena                        |                                | Vicente Fox Quesada           | Benedikt XVI.     |                  |
| 2009                     | Federico Ling Altamirano                      |                                | Felipe Calderón               | Benedikt XVI.     |                  |